# Casa de Cabra

En amarillo, los terrenos comprendidos por la casa de Cabra en el.

La casa de Cabra, también llamada casa de Baena, es una casa nobiliaria española originaria de la Corona de Castilla, formada sobre una rama de la casa de Aguilar-Priego. Su nombre proviene del condado de Cabra, otorgado el 2 de noviembre de 1455 por Enrique IV a Diego Fernández de Córdoba y Montemayor.

## Escudo
El escudo de la casa de Cabra proviene de los escudos de la Corona de Aragón y de Castilla. Posteriormente, tras la batalla de Lucena en 1483 en la que el II conde Cabra, Diego Fernández de Córdoba y Carrillo, capturó al emir granadino Boabdil, los Reyes Católicos le permitieron mostrar en su escudo las banderas de los ejércitos nazaríes confiscadas y la imagen del monarca musulmán encadenado por el cuello.

## Historia
Sus señoríos jurisdiccionales estaban en el Reino de Córdoba. Entre los títulos de la casa estaban el propio condado de Cabra y el vizcondado de Iznájar, creado también por Enrique IV el 23 de octubre de 1466. Entre sus señoríos jurisdiccionales estaban Baena, Cabra e Iznájar. 
Debido al matrimonio en 1518 entre Luis Fernández de Córdoba, IV conde de Cabra, y Elvira Fernández de Córdoba, duquesa de Sessa, la casa de Cabra se unió a la Casa de Sessa, asimilando sus señoríos jurisdiccionales situados en el Reino de Granada y del Reino de Nápoles, al perder la casa de Sessa su baronía. En 1566 el señorío de Baena fue elevado a ducado de Baena por Felipe II al V conde de Cabra, Gonzalo Fernández de Córdoba.
En 1847 la casa de Cabra consiguió enlazar con la Familia real española debido al matrimonio del XX conde de Cabra, José María Osorio de Moscoso, con la infanta Luisa Teresa de Borbón, prima de Isabel II y hermana del rey consorte Francisco de Asís.
El condado de Cabra estuvo unido al ducado de Baena durante varias generaciones excepto en dos ocasiones; sin embargo, esta unión quedó separada definitivamente cuando Vicente Pío Osorio de Moscoso y Ponce de León cedió el ducado a su hija María Rosalía Osorio de Moscoso y Carvajal, permaneciendo el condado en la línea primogénita.

## Títulos concedidos a la Casa de Cabra
- Condado de Cabra, creado a favor de Diego Fernández de Córdoba y Montemayor, III señor de las villas de Baena, Rute, Zambra, Iznájar, Doña Mencía y Bernedo, el 2 de noviembre de 1455  por el rey Enrique IV;
- Vizcondado de Iznájar, creado a favor de Diego Fernández de Córdoba y Montemayor, I conde de Cabra, el 23 de octubre de 1466 por el rey Enrique IV;
- Ducado de Baena, creado a favor de Gonzalo Fernández de Córdoba y Fernández de Córdoba, el 19 de agosto de 1566 por el rey Felipe II;